# John H. Plumb
John Harold Plumb (20 août 1911 - 21 octobre 2001) est un historien britannique, connu pour ses livres sur l'histoire britannique du XVIIIe siècle.

## Biographie
Plumb est né à Leicester le 20 août 1911. Il fait ses études à la Alderman Newton's School de Leicester, puis à l'University College de Leicester (BA Lond. 1933) et enfin au Christ's College de Cambridge (PhD 1936). Sa thèse de doctorat, sur la structure sociale de la Chambre des communes à l'époque de Guillaume III, est supervisée par George Macaulay Trevelyan, la seule fois où Trevelyan aurait assumé ce rôle. En 1939, Plumb est élu à la bourse Ehrman, qui est une bourse de recherche au King's College de Cambridge.
Pendant la Seconde Guerre mondiale, Plumb travaille dans le département de décryptage du ministère des Affaires étrangères à Bletchley Park, Hut 8 et Hut 4, plus tard Block B. Il dirige une section travaillant sur un chiffrement manuel de la marine allemande, Reservehandverfahren.
En 1946, il devient membre et tuteur du Christ's College et maître de conférences universitaire en histoire. En 1957, il obtient le diplôme de docteur ès lettres pour ses travaux sur l'histoire du XVIIIe siècle et, en 1962, il est nommé maitre conférence en histoire moderne à l'université de Cambridge. Il devient professeur d'histoire de l'anglais moderne à l'université en 1966. Il est maître du Christ's College de 1978 à 1982.
Il est professeur invité à l'Université de Columbia en 1960. Il est élu membre de la British Academy en 1968 et anobli en 1982.
Plumb est le conseiller éditorial européen pour Horizon et pour l'histoire de Penguin Books. Dans les années 1960, il se diversifie en tant qu'éditeur, travaillant notamment sur la série The History of Human Society. Les contributeurs à ses livres comprennent d'autres historiens bien connus comme Morris Bishop, Jacob Bronowski et Maria Bellonci. Plus tard, Plumb travaille avec Hugh Casson sur la série télévisée Royal Heritage de la BBC sur la famille royale britannique et les collections royales diffusées pour la première fois en 1977.
Une nécrologie du New York Times a observe qu'à partir des 23 livres qu'il a écrits entre 1950 et 1973, Plumb devient assez riche pour «se livrer à son goût pour la gastronomie et le vin»; constituer une collection de porcelaines rares ; conduire une Rolls-Royce; et de vivre dans un « presbytère du XVIe siècle dans le Suffolk, un moulin dans le sud de la France et un pied-à-terre à Manhattan dans l' hôtel Carlyle » .

## Influence
Plumb est considéré comme le mentor d'une école d'historiens, ayant en commun le souhait d'écrire des travaux accessibles et de grande envergure pour le public : une génération d'érudits qui comprend Roy Porter (en), Simon Schama, Linda Colley (en), David Cannadine et d'autres qui sont devenus importants dans les années 1990. Il est le défenseur d'une « histoire sociale » au sens large ; il l'appuie sur une connaissance érudite de certains domaines des beaux-arts, comme la peinture flamande et la porcelaine. Cette approche déteint sur ceux qu'il influence, alors qu'il s'est heurté sans remords à d'autres historiens (notamment son collègue de Cambridge Geoffrey Elton) avec une perspective d'histoire constitutionnelle qui mettait l'accent sur une érudition plus traditionnelle.
Des amis de son enfance, Charles Percy Snow et William Cooper, l'ont dépeint dans des romans ; il est également connu pour être le modèle d'un personnage d'une nouvelle d'Angus Wilson The Wrong Set.

## Œuvres
- England in the Eighteenth Century (1950), Pelican Books, London,  (ISBN 0-14-020231-5)
- Chatham (1953)
- Studies in Social History (1955)
- The First Four Georges (1956)
- Sir Robert Walpole (1956, 1960) in two volumes, sub-titled The Making of a Statesman and The King's Minister
- The Italian Renaissance (1961, 1987, 2001), American Heritage, New York,  (ISBN 0-618-12738-0)
- Men And Places (1963)
- Crisis in the Humanities (Ed., 1964) Penguin, Harmondsworth & Baltimore (responses to Snow's Two Cultures)
- The Growth of Political Stability in England 1675–1725 (1967)
- The Death of the Past (1969)
- In The Light of History (1972)
- The Commercialization of Leisure (1974)
- Royal Heritage: The Treasure of the British Crown (1977)
- New Light on the Tyrant George III: The Second George Rogers Clark Lecture (1978)
- The Making of a Historian (1988)
- The American Experience (1989).